# Fariborz Besarati
Fariborz Besarati, född 23 augusti 1966, är en svensk före detta brottare som tävlade i sommar OS 1992 och i sommar OS 1996.